# Lithasia duttoniana
Lithasia duttoniana, tiếng Anh thường gọi là 'helmet rocksnail hoặc Dutton's river snail, là một loài ốc nước ngọt thân mềm chân bụng trong họ Pleuroceridae. Đây là loài đặc hữu của Hoa Kỳ.